# Jacques du Fou
Jacques du Fou est maître des eaux et forêts du Poitou et maître d'hôtel ordinaire et conseiller de Louis XII. Il est décédé en 1526.

## Biographie
Fils de Yvon du Fou et d'Anne Mouraud, Jacques du Fou est chevalier, seigneur du Fou, de Préaux, des Simaux, de Chanteloup, de Corsec, de La Mothe et autres lieux. Dès 1474, il est cité grand sénéchal de Poitou.
Le 9 juin 1498, il est confirmé dans sa charge de maître des Eaux et Forêts du Poitou en considération de ses services rendus aux Rois Charles VIII et Louis XII, puis est nommé général-réformateur des Eaux et Forêts de France le 31 juillet 1499. Le 12 janvier 1514, il est nommé conseiller et maître d'hôtel ordinaire du Roi, et est aussi capitaine de Lusignan.
Il reçoit de nouveau l'office de maître des Eaux et Forêts du Poitou par lettres du 26 mars 1524.
Jacques du Fou épousa vers 1490 Jeanne d'Archiac, dame du tiers de Barret et de Lagarde, fille de Jacques d’Archiac, chevalier, seigneur dudit lieu, baron de Louzac, et de Marguerite de Lévis, dont :
1. François du Fou ;
2. Françoise du Fou, épousa par contrat du 18 mai 1418 Jean de Hautefort, sans postérité.
3. Liette du Fou, épouse par contrat du 26 décembre 1521 Antoine de Lettes, depuis appelé Antoine des Prez, dont postérité.

## Seigneuries
- Le Fou en Vouneuil sur Vienne
- Les Préaux
- Les Simaux
- Chanteloup
- Corsec
- La Mothe

## Armoiries

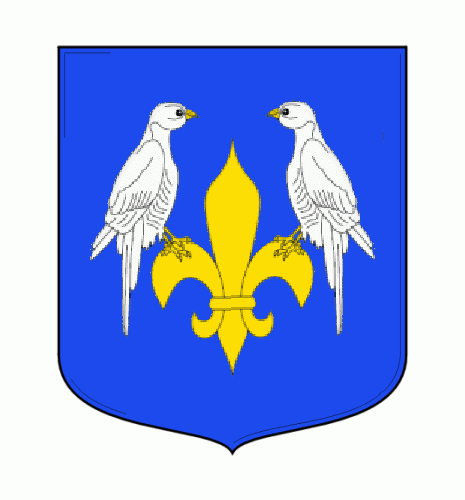
d’azur à la fleur de lys d’or, sommée de deux éperviers affrontés d’argent

D’azur à la fleur de lys d’or, sommée de deux éperviers affrontés d’argent.